# Regione di Pelagonia
La regione di Pelagonia è una delle regioni statistiche della Macedonia del Nord situata nella parte sudoccidentale del paese al confine con Grecia e Albania. Comprende 9 comuni.

## Comuni

Mappa dei comuni della regione

1. Bitola
2. Demir Hisar
3. Dolneni
4. Krivogaštani
5. Kruševo
6. Mogila
7. Novaci
8. Prilep
9. Resen

## Società

Map of the majority ethnic groups in the region

### Evoluzione demografica
Al censimento del 2002 risultano 221 019 abitanti, circa l'11% dell'intera nazione.
| Anno Censimento | Popolazione | Differenza |
| --------------- | ----------- | ---------- |
| 1994            | 214,709     | N/A        |
| 2002            | 221,019     | +3.96%     |

### Etnie e minoranze straniere
Dal punto di vista etnico la popolazione risulta così composta (in base ai dati del censimento 2002):
|          | Numero   | %     |
| TOTALE   | 221, 019 | 100   |
| Macedoni | 196,110  | 88.72 |
| Albanesi | 8,018    | 3.62  |
| Rom      | 7,054    | 3.19  |
| Turchi   | 4,553    | 2.06  |
| Valacchi | 2,307    | 1.04  |
| Serbi    | 719      | .32   |
| altri    | 2,046    | .92   |